# Perger Schwemmplatz

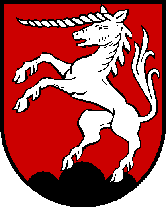
Wappen der Stadt Perg

Der Schwemmplatz in der Stadt Perg im Unteren Mühlviertel war neben der Kaindlau in der Gemeinde Mitterkirchen einer der Holzplätze und Endpunkte der Scheiterschwemme auf der Naarn.
Die Scheiterschwemme auf der Naarn wurde in den Jahren von 1755 bis 1938 ursprünglich auf Grundlage eines Maria-Theresianischen Privilegs auf einer Schwemmstrecke von insgesamt 84 Kilometern betrieben und diente zunächst der Beschaffung von Holz für Wien und Budapest und später für die Papierfabrik in Steyrermühl sowie den Export nach Deutschland.
Im Tanner Moor und an der Grenze zwischen Oberösterreich und Niederösterreich wurden mehrere Schwemmteiche und -kanäle angelegt. Die Scheiterschwemme im Frühjahr dauerte bis zu vier Wochen und es wurden in dieser Zeit tausende Personen, einschließlich Kinder und Frauen, beschäftigt, um den Jahreseinschlag der dortigen Forstreviere mit Hilfe des Wassers abzutransportieren. Im Verlauf der Bäche und Flüsse mussten natürliche und von Wirtschaftsbetrieben (Mühlen, Sägewerke) geschaffene Hindernisse überwunden werden.
Scheiterschwemme wurde damals auf beinahe allen Nebenflüssen der Donau betrieben, die aus waldreichen Gegenden wie dem Mühl- und Waldviertel sowie aus den niederösterreichischen Alpen kamen.
2003 wurden Teile des Gefluders (oberirdische Holzrinne für den Holztransport im Bereich des an dieser Stelle unterirdisch fließenden Klammleitenbaches) im Gemeindegebiet von Königswiesen wieder in Stand gesetzt und für touristische Zwecke adaptiert. Einmal jährlich wird dort wieder eine Holzschwemme veranstaltet, um die beschwerliche Arbeit des Holztransportes zu dokumentieren.

## Chronologie 1755 bis 1938

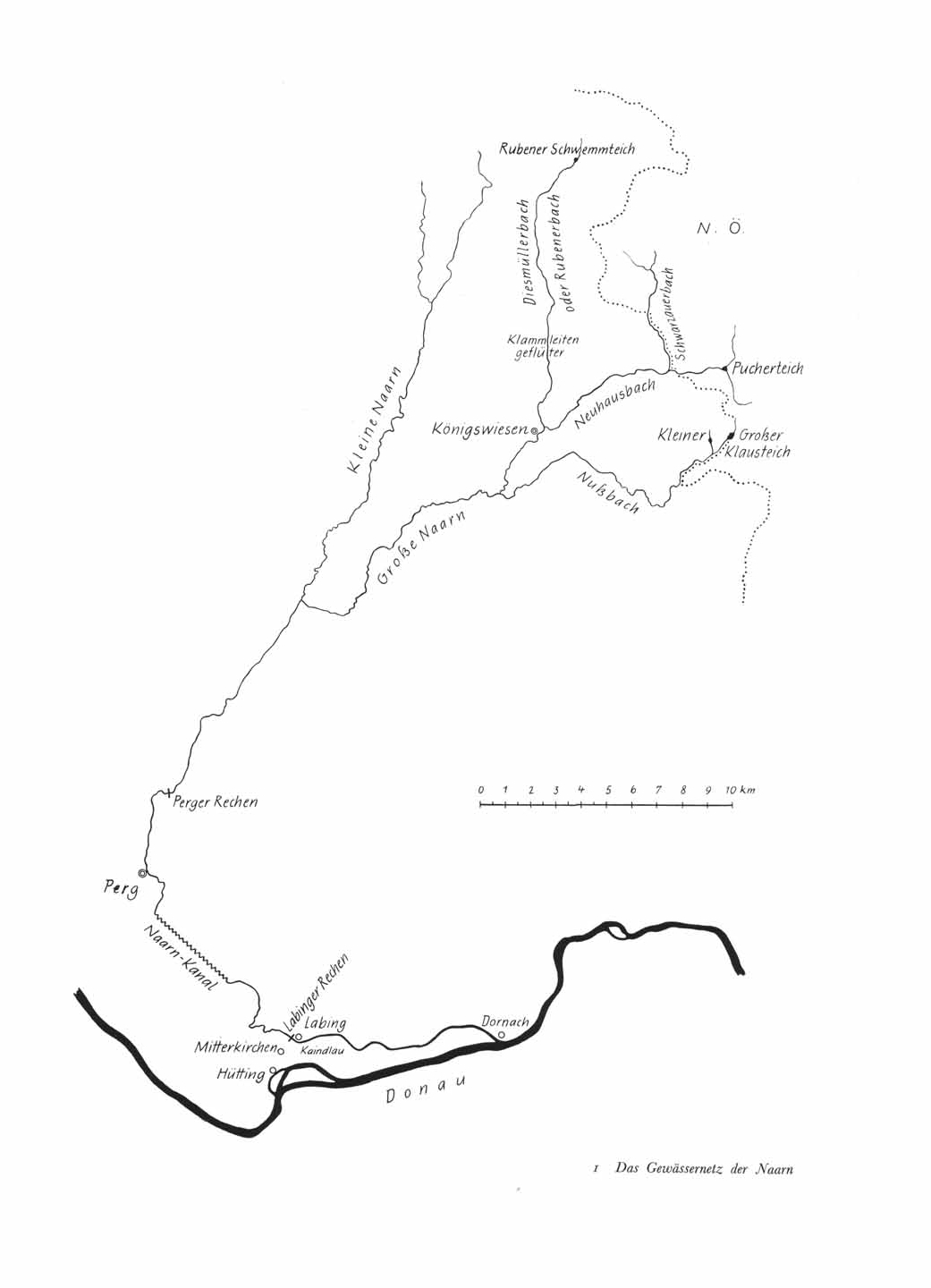
Das Gewässernetz der Naarn zur Zeit der Scheiterschwemme

Die Scheiterschwemme auf der Naarn nahm 1755 ihren Anfang und entwickelte sich zu einer der bedeutendsten der damaligen Zeit. Drei Schiffmeister, Anton Angerer aus St. Nikola an der Donau, Ferdinand Angerer aus Struden und Anton Angerer aus Wallsee sowie Johann Georg Hofbauer, Bierbräuer aus Perg, erhielten von Kaiserin Maria Theresia die Bewilligung, aus den herrschaftlichen Wäldern Scheiter auf dem Naarnfluss schwemmen und bei Hütting einen Rechen errichten zu dürfen.
Die Scheiterschwemme dürfte sehr ausgiebig betrieben worden sein. 1774 etwa wurden 11.000 Klafter eingeworfen. Den Verhandlungen wegen Trockenlegung der versumpften Perger Au ist zu entnehmen, dass das Naarnbett zwischen Perg und Haidmühle von Sand und Schwemmscheitern ausgefüllt wird, was in der Hauptsache durch die Angerische Schwemmscheiterkompanie verursacht ist. Die k.k. private Holzschwemmkompanie hatte das alleinige Recht, auf dem Naarnfluss Holz zu schwemmen, was von den folgenden Monarchen durch Bestätigung des Maria-Theresianischen Privilegs immer wieder anerkannt wurde.
Einem Vertrag zwischen dem Domkapitel zu Linz und der k.k. privaten Angerer- und Dietrichschen Schwemmkompanie aus dem Jahr 1799 ist zu entnehmen, dass die Kompanie für die Scheiter 45 Kreuzer bezahlen musste. (Für jeden Klafter drei Wiener Schuh langer Scheiter nach dem gewöhnlichen Waldmaß, das sind 6 Schuh 3 Zoll Wiener Maß, in der Breite und Höhe ohne Kreuzstoß, mit einem Scheit Übermaß im Durchschnitt, sowohl weiches als auch hartes Holz). Dabei musste die Kompanie das Schlagen, Hacken und Ausklaftern sowie das Zubringen des Holzes zum Schwemmbach bezahlen. Ein weiterer Vertrag wurde 1803 mit Rudolf, Graf von Salburg geschlossen.
Von 1817 bis 1820 erwarb Michael Fink, der damalige Besitzer der Herrschaften Greinburg, Kreuzen, Zellhof und Ruttenstein alle Anteile der Kompanie und nannte sie Michael Finkische Holzschwemme am Naarnbach. 1823 gingen die genannten Herrschaften und die Holzschwemme auf den regierenden Ernst I. von Sachsen-Coburg und Gotha über. 1827 erteilte Kaiser Franz I. den jeweiligen Besitzern der Greinburger Herrschaften das Recht, auf der Großen und Kleinen Naarn, dem Schwarzauerbache, dem Diesmüller-, Nuss- und Gießenbache Holz abzuschwemmen, solange sich die zu den Greinburger Herrschaften vereinigten herzoglichen Besitzungen im Eigentume der Familie Sachsen-Coburg-Gotha befinden.
In den Jahren 1823 bis 1846 wurden auf der Naarn und ihren Nebenbächen jährlich durchschnittlich 13.398 Klafter 36-zöllige harte und weiche Scheiter abgeschwemmt, wobei die Mengen in den einzelnen Jahren zwischen 10.205 Klafter (1824) und 16.534 Klafter (1845) schwankten. Der Gießenbach mündet direkt in die Donau und gehörte demnach nicht zur eigentlichen Naarnschwemme.
Während die Trift auf den anderen Mühlviertler Flüssen längst eingestellt war, wurden auf der Naarn noch bis zum Beginn des Zweiten Weltkrieges jährlich 25.000 bis 30.000 Raummeter Schleifholz sowie harte und weiche Brennhölzer geschwemmt. Getriftet wurde fast nur 1 Meter langes Holz. Eine Zeit lang wurden zusätzlich 1,2 m lange Zeugscheiter getriftet, was sich nicht bewährte, weil das längere Holz vielfach Verklausungen mit allen üblen Begleiterscheinungen verursachte. Die letzte Naarntrift fand 1938 statt. Dann musste der Betrieb als unrentabel eingestellt werden.
Das letzte Floß aus dem Machland steuerte der Naufahrer Tauber im Jahr 1941 nach Budapest.
Nachstehende Schilderungen beschreiben die Schwemmverhältnisse und den Schwemmvorgang in den 1920er-Jahren. Die gesamte Schwemmstrecke war 84 Kilometer lang. Nach Beendigung der Scheiterschwemme auf der Naarn vor Beginn des Zweiten Weltkrieges wurde der Fangrechen oberhalb von Perg abgetragen. Die Schwemmteiche werden zum Teil als Fisch- und Badeteiche verwendet.

## Die Triftbäche, Schwemmteiche und -kanäle

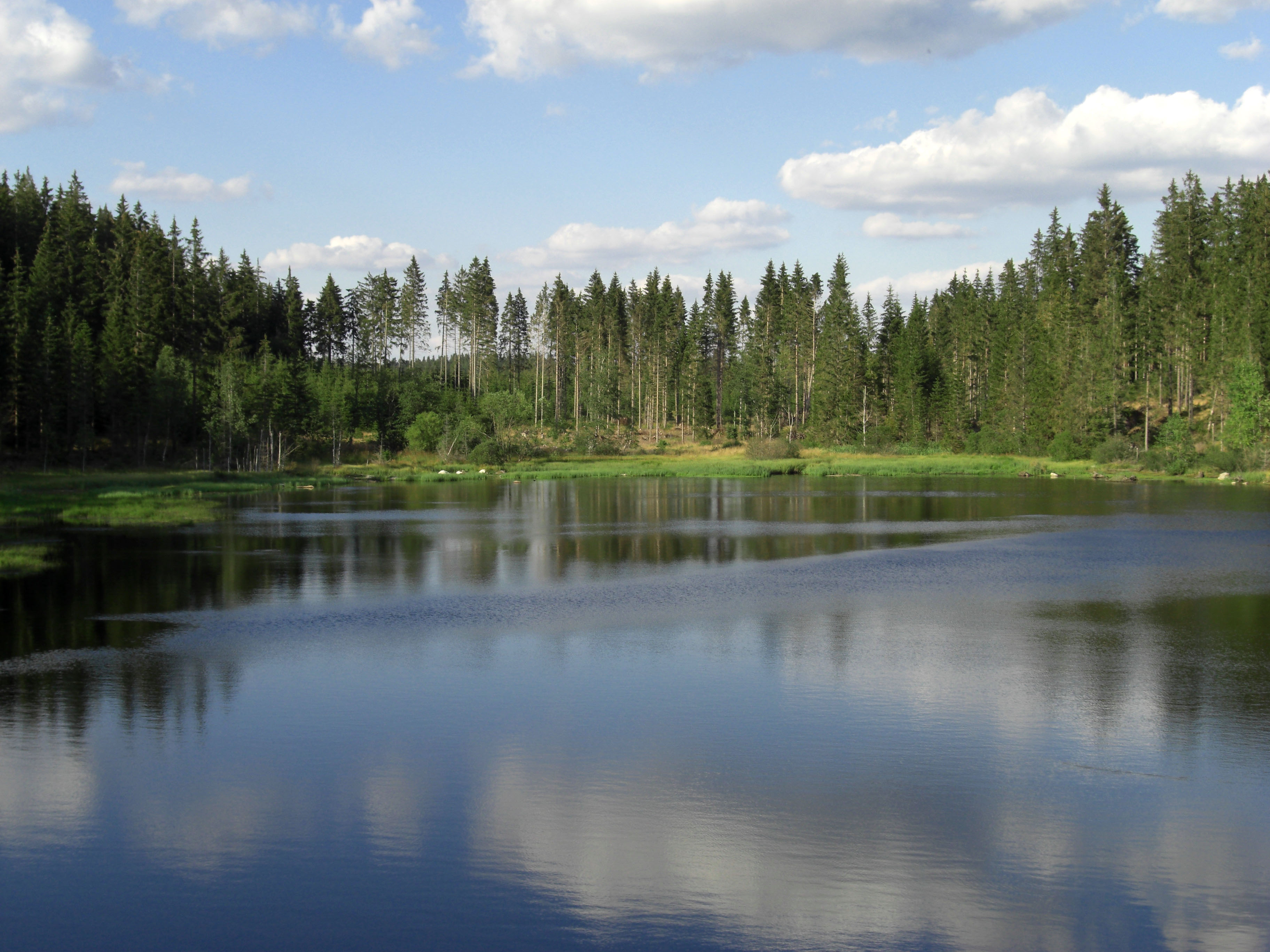
Rubener Teich

Die Große Naarn bildet sich aus dem Diesmüller- oder Rubenerbach (Klammleitenbach) und dem Neuhausbach mit dem Schwarzauerbach und nimmt in ihrem weiteren Verlauf links den Nussbach und rechts die Kleine Naarn auf, bevor sie durch das 15 km lange Naarntal in die Machlandebene gelangt.
Der Diesmüller- oder Rubenerbach (Königswiesen, Klammleitenbach, im Oberlauf Schwemmbach, liegt am Hirschalm-Rundwanderweg in der Gemeinde Unterweißenbach) wird von verschiedenen kleinen, im Rubener Forst entspringenden Bächen gespeist. Im Ursprungsgebiet dieses Schwemmbaches wurde der 10 Joch große Rubener Schwemmteich (beim Tanner Moor) zur Ermöglichung der Trift angelegt. Zur Zeit der Trift musste sein Ablauf ganz geöffnet (gezogen) sein. Sein Wasser floss in fünf Tagen ab. Der Diesmüller- oder Rubenerbach wurde ab 1809 für die Trift verwendet. Bei Königswiesen fließt er mit dem Neuhausbach zusammen und bildet von dort an die Große Naarn.
Am Zusammenfluss des Neuhausbaches mit dem Schwarzauerbach wurde bei der Errichtung des Schwemmbetriebes auf niederösterreichischem Gebiet der zwei Joch große Pucherteich errichtet. Nach beendeter Schwemme wurde dieser Teich ganz abgelassen, wofür 12 Stunden erforderlich waren.
Der Nussbach entspringt an der Landesgrenze. Der dort errichtete Triftteich wurde Großer Klausteich (6 Joch, 36 Stunden Abflussdauer, Gemeindegebiet von Altmelon) genannt und lag je zur Hälfte in Ober- und Niederösterreich. Dieser wurde über einen gemauerten Schwemmkanal abgeleitet und nahm zusätzlich den Abfluss des Kleinen Klausteiches (2 Joch, 6 Stunden Abflussdauer) auf.

## Die Scheiterschwemme durch den Markt Perg

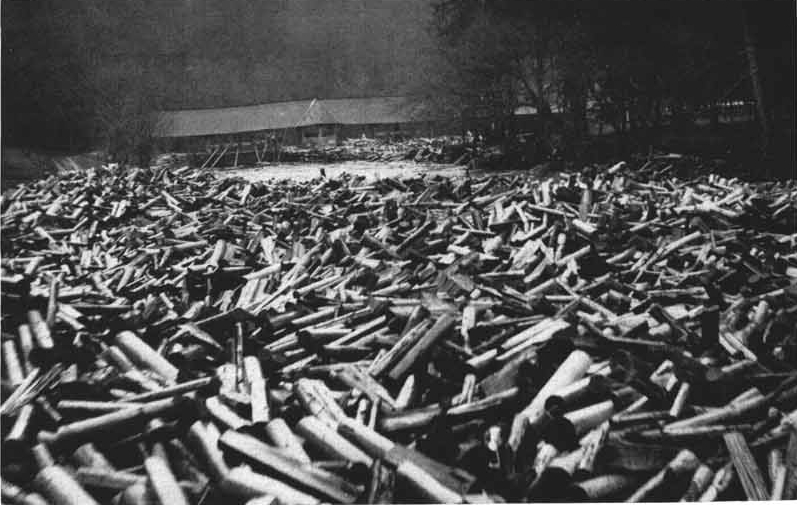
Perger Rechen von oben

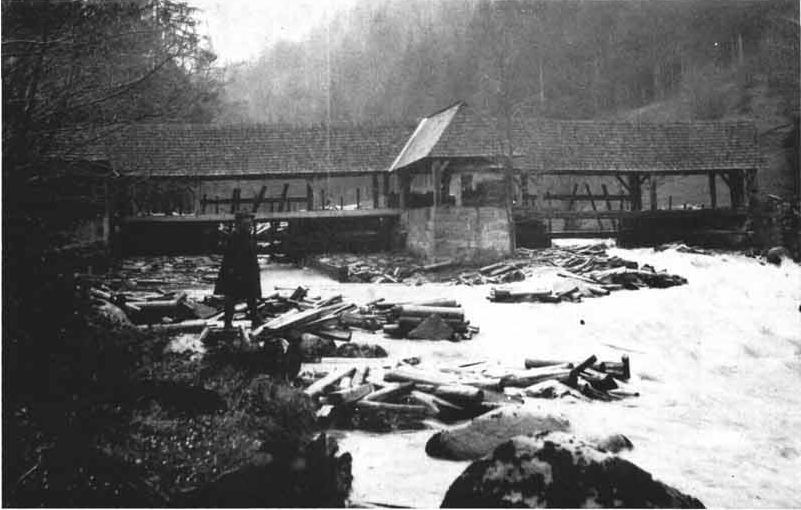
Perger Rechen von unten

Kurz bevor die Naarn auf das Perger Marktgebiet gelangte, befand sich der Perger Fangrechen, von dem aus die Hölzer nach Bedarf zu den beiden Holzlagerplätzen in Perg und Kaindlau abgetriftet werden konnten. Dieser bestand aus mächtigen Quaderbauten an beiden Ufern und einem Pfeiler im Flussbett mit einem mit Schindeln bedeckten Holzbau. Unterhalb des Fangrechens befanden sich im Flussbett Lagersteine und Steingeröll. Über Wiesengrundstücke war das Wehr der Kuchelmühle zu erreichen, das aus Bruchsteinen gebaut und mit einer Scheitergasse versehen war, um eine Abtriftung der Hölzer ohne besondere Beschädigung des Wehres zu ermöglichen.
Von der Kuchelmühle fließt die Naarn vorbei am damaligen Hammerwerk (Elektrizitätswerk Poschacher) und der gegenüberliegenden Stampfmühle und passiert in weiterer Folge die über die ganze Breite des Flusses angelegte Bade- und Schwimmanstalt der Gemeinde Perg (heute Waldbad und Kneippanlage). Die nachfolgende Hausmühle (Nestlberger-Mühle) hatte ebenso wie die weiter unterhalb befindliche Bruckmühle (Leitner-Mühle, Dirneder-Mühle) ein über die ganze Flussbreite gemauertes Wehr mit Scheitergasse. Die Naarn durchfließt Perg bis zu dem damaligen am rechten Ufer gelegenen Holzplatz (heute Siedlung am Schwemmplatz) und weiter in einem stark vertieften Flussbett mit vielen Krümmungen bis zur ehemaligen Maschinenfabrik Schöberl (heute Terra Technik GmbH & Co KG), die eine hölzerne Stauanlage besaß und am linken Ufer lag. Danach gelangte die Naarn entlang von Wiesengrundstücken zur Mündung in den Perger oder Naarnkanal, der 1776 und 1777 errichtet worden war, um die Versumpfung der Perger Au zu beheben. Seit der Naarnregulierung Ende der 1960er-Jahre fließt die Naarn von Perg bis zur Einmündung in die Donau unterhalb des Donaukraftwerkes Wallsee-Mitterkirchen in einem kanalartigen Flussbett Richtung Südosten.
Zum Besitz der Schwemmkompanie gehörten Schwemmwerkbauten (neben den Schwemmteichen und -kanälen im oberen Teil der Fluss- und Bachläufe) unter anderem der kurz vor dem Gemeindegebiet von Perg befindliche Perger Fangrechen und die Schwimmvorrichtung beim Perger Holzplatz. Die Schwimmvorrichtung hatte den Zweck, die vorbei rinnenden Hölzer zum rechten Ufer zu drängen um sie dort ausspießen zu können.

## Der Triftvorgang im Markt Perg
Mit den Schwalben kommen auch die Schwemmscheiter, lautete ein altes Perger Sprichwort. Die Hölzer gelangten meist am Abend oder in der Nacht des ersten Schwemmtages zum Sperrrechen in Perg. Mit dem Ablassen des Holzes von dort konnte frühestens am zweiten Tag nach Beginn der Haupttrift begonnen werden. Beim Ablassen wurde zuerst eine Gasse durch die ganze Scheiterbrücke durchgearbeitet, damit von rückwärts das Einräumen der an die Ufer ausgetragenen Hölzer erfolgen konnte. Das Ablassen des Holzes vom Perger Sperrrechen erfolgte durch die linksufrig gelegene Auslauföffnung. Erst danach wurde der rechtsufrige Auslauf geöffnet und auch das oberhalb davon angestaute Holz abgelassen. Bei niedrigem Wasserstand war es oft notwendig, bei der Kuchel-, Haus- und Bruckmühle Wasser zu kaufen, das hieß, den Betrieb dieser Werke ganz oder teilweise einzustellen, um das Schwemmen über die Wehr zu ermöglichen. Bei niedrigem Wasserstand legten sich viele Hölzer auf den Ebenen unterhalb der Kuchelmühle und in der Hammerleiten an. Die dort entstehenden Brücken mussten stets sofort abgeschwemmt werden. Nach Beendigung der Trift vom Rechen abwärts mussten die beiden Brustbäume, die Spindeln und die Vorlegbäume sofort entfernt und die in der Naarn liegenden Schwimmer herausgenommen werden. Ab Perg wurde der Orttrieb mit einer Waidzille und je zwei an den beiden Ufern gehenden Arbeitern vorgenommen.

## Holzplätze in Perg und in der Kaindlau (Gemeinde Mitterkirchen)

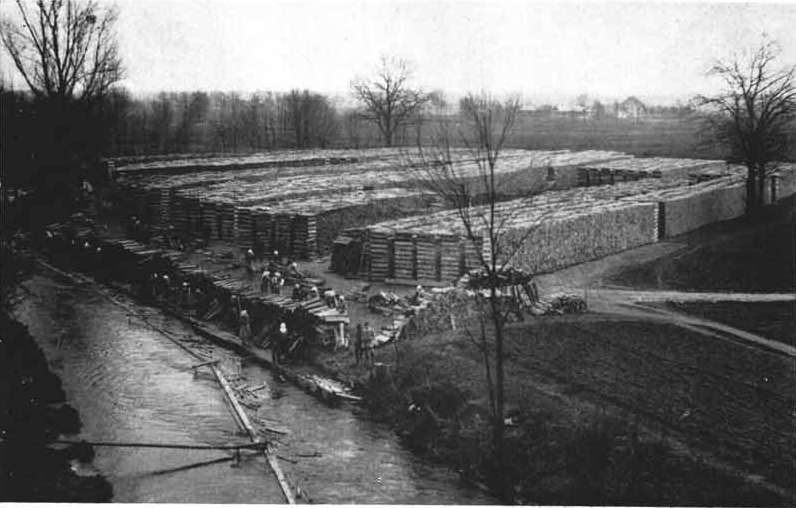
Perger Holzplatz, heute Siedlung Schwemmplatz

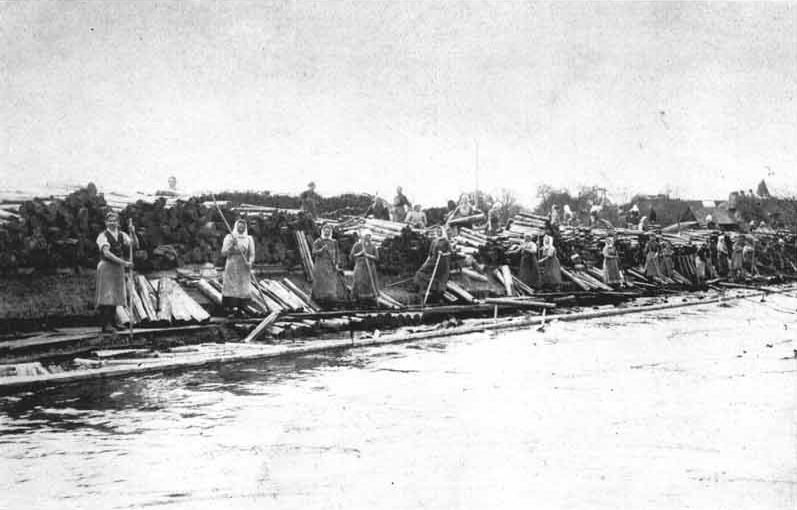
Holzausspießen beim Perger Holzplatz

Auf dem Perger Holzplatz mussten die zur Ausländung gelangenden Hölzer beim Passieren ausgespießt und gleich sortiert werden. Die ausgespießten Hölzer wurden in 2½ m hohen Zainen geschlichtet. Der Platz war durch zwei Meter breite Querwege und fünf zu diesen senkrecht verlaufenden Längswegen in 16 Tafeln (Quartiere) eingeteilt, auf denen je 7 Zainen standen, die voneinander 33 cm entfernt waren. Jährlich wurden etwa 10.000 Kubikmeter ausgespießt. Die Abfuhr der Scheiter vom Perger Holzplatz erfolgte mit Pferdefuhrwerken zum Bahnhof und von dort per Bahn in die Papierfabrik Steyrermühl, jene vom Holzplatz Kaindlau im Allgemeinen auf dem Wasserweg nach Wien und nach Deutschland.
Der ursprünglich am Donau-Ufer gelegene Holzplatz Kaindlau befand sich nach der Donauregulierung an einem Donauarm, dem Hüttinger Arm (Grieswasser). Vor dem Ersten Weltkrieg wurde das Holz mittels Feldeisenbahn (vierachsige von Pferden gezogene Holzwägen) zum Tauchplatz beim Kohlbühel zur Verladung in Wasserfahrzeuge gebracht. 1922 war eine Verlegung des Tauchplatzes erforderlich und die Feldeisenbahn musste ebenfalls verlegt werden, wobei sie so verstärkt und auf 3 km verlängert wurde, dass der Betrieb mit drei zweiachsigen Austro-Daimler-Bezinlokomotiven erfolgen konnte. Die Triftrechte wurden erst 1971 gelöscht. die früheren Schwemmteiche blieben erhalten.